# Герб Лысьвы
Герб Лысьвы — графический символ города Лысьва. Современный вариант принят 27 сентября 2012 года.

## Первая символика города
Основной символ города достался ему от графов Шуваловых, владевших Лысьвенским металлургическим заводом и на фамильном гербе которых был изображён единорог. Свою продукцию шуваловские заводы метили особым клеймом с изображением головы единорога. Эти клейма были округлой формы, размерами с чайное блюдце, а вдоль края шла надпись «Акц. О-во Лысьвенский горный округ Н-ков Графа П. П. Шувалова». В XIX веке листовое железо с фирменной печатью владельцев предприятия пользовалось большой популярностью на мировом рынке.

## Советский герб

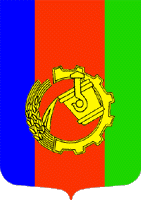
Герб Лысьвы используемый с 1985 по 1998 годы

В 1985 году горсоветом Лысьвы был утвержден герб города, который представлял собой геральдический щит, разделенный на три вертикальные полосы разных цветов: синего, красного и зелёного. Красная и синяя полосы указывали на принадлежность города к Российской Федерации, а зелёный, и в то же время синий цвета отражали историческое название города, которое в переводе с коми-пермяцкого языка означает «лесная река» или «лесная вода» (коми-перм. лысь — «лесная», ва — «река, вода»). В центре герба помещена композиция из трех объектов, характеризующих ведущие отрасли народного хозяйства города: сталеразливочный ковш, символизирующий металлургию, шестерня — машиностроение и колосья хлебных злаков — сельское хозяйство.

## Современный герб

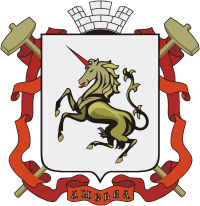
Герб Лысьвы, использовавшийся с 1998 по 2012 год

Образ единорога, как официальный символ города был закреплён в 1998 году по инициативе депутатской группы главы района Сергея Рихтера. Новый герб города Лысьва был утвержден Решением Лысьвенской городской Думы «О гербе города» от 28 июля 1998 года № 175. Авторами герба стали ученый и краевед Ю. Н. Николаев и кандидат исторических наук, доцент Пермского госуниверситета В. В. Мухин. Разработкой герба занимался график, член Союза художников, Народный художник РФ, художник Пермской геральдической комиссии А. П. Зырянов. Он же, совместно с Л. А. Колчановой, осуществлял художественное оформление герба.
Современный герб города представляет собой изображение вздыбленного единорога чёрного цвета, с золотистым отливом, с винтообразным рогом и языком красного цвета, помещенным в центре французского четырёхугольного щита с заострённым основанием серебристого цвета. Щит увенчан серебряной башенной короной о трех зубцах, мурованной чёрным, а за щитом расположены два, скрещённых золотых молотка, обрамлённых Александровской лентой, на которой под оконечностью щита золотыми буквами написано «Лысьва». По системе Б. В. Кёне Александровская лента с двумя золотыми молотками является атрибутом промышленных городов, коим и является Лысьва.
«Герб города Лысьвы представляет собой изображение черного цвета с золотистым отливом единорога, помещенного на серебряном геральдическом щите; у него винтообразный рог и язык красного цвета. Щит увенчан серебряной башенной короной о трех зубцах и обрамлен Александровской пурпурного цвета лентой с двумя золотыми молотками. Внизу на ленте надпись золотыми буквами «Лысьва»
Решение Лысьвенской городской Думы «О гербе города» от 28 июля 1998 года № 175
27 сентября 2012 года на заседании Думы городского округа было утверждено Положения о флаге и гербе.
Основной элемент герба — единорог изображён в стиле каслинского литья, подчеркивая таким образом, что город издавна является металлургическим центром страны. Как отмечалось выше, единорог взят с фамильного герба графов Шуваловых, владевших Лысьвенским металлургическим заводом.

## Использование
Герб Лысьвы используется как с гербом Пермского края, занимающим в этом случае верхнюю треть геральдического щита, так и без такового. Допускается воспроизведение герба города и в одноцветном изображении.
Со временем герб Лысьвы стал и гербом Лысьвенского муниципального района. Герб муниципального образования почти полностью копирует герб города, лишь за исключением надписи на ленте, на которой золотыми буквами написано «Лысьвенский муниципальный район».